# Dickey Chapelle
Dickey Chapelle (* 14. März 1919 als Georgette Louise Meyer in Milwaukee; † 4. November 1965) war eine Fotografin und Kriegsjournalistin, die durch ihre Reportagen und Bilder über den Zweiten Weltkrieg und den Vietnamkrieg bekannt wurde. Chapelle war die erste Kriegsreporterin, die im Vietnamkrieg zu Tode gekommen ist, und die erste US-amerikanische Kriegsreporterin, die in einem Krieg gestorben ist.

## Leben und Werk
Nachdem sie eine Zeitlang bei ihren Großeltern in Florida gelernt hatte, zog Georgette Meyer nach New York, wo sie Tony Chapelle kennenlernte und heiratete. Sie begann als Fotografin für Trans World Airlines zu arbeiten. Nach 15 Jahren Ehe ließ sie sich scheiden und änderte ihren Vornamen in Dickey.
Chapelle arbeitete als Fotografin und Korrespondentin für die Zeitschrift der National Geographic Society. Sie berichtete u. a. über die Schlacht um Iwojima und die Schlacht um Okinawa. Nach dem Zweiten Weltkrieg berichtete sie von unterschiedlichen Regionen und Konflikten, wie z. B. über den Ungarischen Volksaufstand von 1956. Seit diesem Ereignis positionierte sie sich in der Öffentlichkeit als Antikommunistin, obwohl sie anfänglich mit Fidel Castros Ansichten sympathisierte. Im Vietnamkrieg hatte sie Kontakt zu Nguyen Lac Hoa, einem antikommunistischen Anführer. Sie berichtete ausführlich über die Opfer der US-Army. Chapelle starb am 4. November 1965 während des Besuchs der Front durch die Explosion einer Sprengfalle. Der bekannte Kriegsreporter Henri Huet fotografierte ihre Leiche. Dieses Foto erlangte Berühmtheit in den Vereinigten Staaten. Die Leiche von Chapelle wurde in die USA zurück überführt. Chapelle bekam ein Ehrenbegräbnis des United States Marine Corps.

## Auszeichnungen
- George Polk Journalistenpreis als beste Auslandsreporterin
- National Press Photographers Association Auszeichnung im Jahre 1963 als Fotografin des Jahres
- Distinguished Service Award, eine Auszeichnung des United States Marine Corps für herausragende Leistungen im Bereich des Journalismus

## Veröffentlichungen
- Chapelle, Dickey (1942). Needed - Women in Government Service. R.M. McBride.
- Chapelle, Dickey (1943). Girls at Work in Aviation. Doubleday, Doran & Company, Inc.
- Chapelle, Dickey (1944). How Planes Get There. Harper & brothers.
- Chapelle, Dickey (1962). What's a Woman Doing Here? A reporter's report on herself. New York: Morrow.
- Chapelle, Dickey; Franklin Mark Osanka (ed.) (1962). "How Castro Won". Modern Guerrilla WarFare Fighting Communist Guerrilla Movements (Macmillan, New York: Free Press of Glencoe): 325–335.
- The Dickey Chapelle Papers, Madison, WI: Wisconsin State Historical Society, Archives Division, 1933–1967